# Opština Pehčevo
Pehčevo (makedonsky Општина Пехчево) je opština na východě Severní Makedonie. Pehčevo je také název města, které je centrem opštiny. Celá opština leží ve Východním regionu.

## Geografie
Opština sousedí na východě s Bulharskem, na jihu a západě s opštinou Berovo a na severu s opštinou Delčevo.

## Demografie
Podle sčítání lidu v roce 2002 žije v opštině celkem 5 517 obyvatel.

### Obyvatelstvo podle měst
- Pehčevo – 3 193
- Umlena – 319
- Robovo - 385
- Čiflik – 309
- Pančarevo – 395
- Negrevo – 122
- Crnik – 794

### Etnické složení
- Makedonci – 4 737
- Romové – 390
- Turci – 357
- ostatní – 33